# ADO海牙

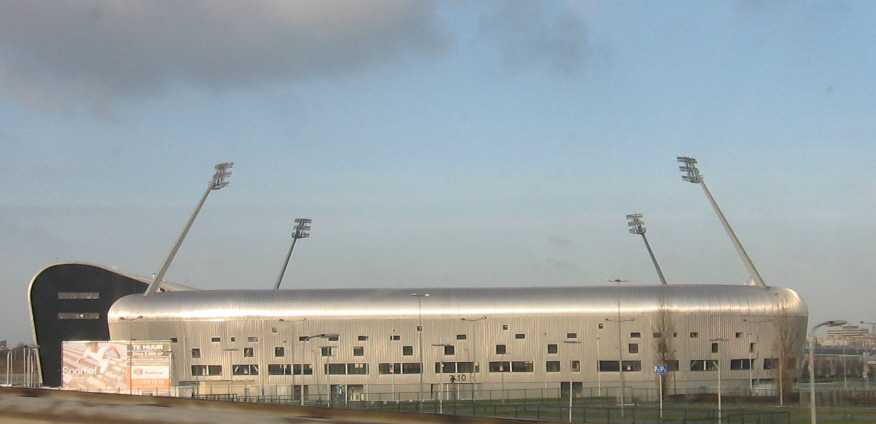
於2007年啟用的ADO海牙球場

ADO海牙（ADO全名是Alles Door Oefening，Everything Through Practice，意思是每件事都要經過訓練）是荷蘭海牙的一間主要球會。球會的主場位於新建的海牙體育場（ADO Den Haag Stadion），擁有15,000個座位。主場球衣的顏色為黃色和綠色。
球會先前稱為FC海牙（FC Den Haag），而ADO則表示球會業餘隊的分支。雖然海牙市是荷蘭傳統三大城市之一，但ADO海牙的成就卻無法和阿積士和飛燕諾在荷蘭的成就相比。而和這兩間球會的競爭，經常引起雙方的球迷衝突。但是，由於和阿積士間的衝突比和飛燕諾的多，所以當阿積士和飛燕諾的球迷發生衝突時，ADO的球迷通常會比較傾向飛燕諾的一邊。 
ADO海牙在1942年和1943年贏得荷蘭甲組足球聯賽冠軍，和在1968年與1975年贏得荷蘭盃的冠軍（都是以FC海牙之名取得）。而ADO在歐洲賽最好的成績，就在1976年，球會打入歐洲杯賽冠軍杯的準決賽，對手是韋斯咸。他們主場贏4-2，而作客輸1-3，標誌球會被淘汰。其後經過一段長時間在乙組的角逐後曾重回甲組。

## 榮譽
- 荷兰足球甲级联赛（2）：1941－42年、1942－43年；
- 荷蘭盃（2）：1967－68年、1974－75年；
- 荷兰足球乙级联赛（2）：1985－86年、2002－03年；

## 著名球員
荷蘭
- 艾禾卡特
- 維尼斯
- Bram Appel
- 卡斯迪倫
- Mick Clavan
- Johnny Dusbaba
- Hans Galjé
- Oeki Hoekema
- 賀根杜柏
- Peter Houtman
- Henk Houwaart
- 馬田祖爾
- 約翰迪莊
- 迪莊
- Aad Kila
- Joop Korevaar
- Wim Landman
- Harry van der Laan
- Henk van Leeuwen
- 林球納
- Woody Louwerens
- Aad Mansveld
- 摩爾斯
- Rob Ouwehand
- Sjaak Roggeveen
- Lex Schoenmaker
- Carol Schuurman
- 泰倫
- Wim Tap
- Theo Timmermans
- Marciano Vink
- Simon van Vliet
- 麥克韋伯
- 威斯爾
- Piet de Zoete

## 球會經理
ADO海牙和FC海牙曾出產幾名著名的球會經理，例如：
- Ernst Happel - 1962 - 1969
- Vaclav Jezek - 1969 - 1972
- Vujadin Boskov - 1974 - 1976
- Anton Malatinský - 1976 - 1978
- Co Adriaanse - 1988 - 1992
- Rinus Israel - 2001 - 2004

## 外部連結
- 官方網站（页面存档备份，存于）
- 球迷網站（页面存档备份，存于）
- 球會新聞（页面存档备份，存于）